# Candela (Italia)
Candela (Cannéla in dialetto locale) è un comune italiano di 2 616 abitanti della provincia di Foggia in Puglia.

## Geografia fisica

### Territorio
L'abitato sorge su due colline dette di San Rocco e di San Tommaso, parte del settore meridionale dei monti Dauni. Nel territorio comunale, compreso fra i fiumi Carapelle e Ofanto, termina il suo percorso il tratturo Pescasseroli-Candela, l'antica via erbosa della transumanza lunga 211 km.

### Clima
Il clima si caratterizza per le escursioni termiche piuttosto marcate. Le precipitazioni sono alquanto scarse.

## Storia
Candela venne infeudata nel 1496 a Troiano Caracciolo, I principe di Melfi. L'unico figlio maschio ed erede di questi, Giovanni, venne privato dei suoi feudi, tra cui Candela, per fellonia nel 1528. I possedimenti del Caracciolo, tra cui il principato di Melfi, nel quale Candela ricadeva, vennero concessi a Andrea Doria nel 1531. Candela resterà alla famiglia genovese dei Doria fino all'eversione della feudalità, avvenuta nel 1806.
L'8 settembre 1902, durante uno sciopero indetto dai braccianti locali, scoppiò una rissa tra alcuni manifestanti ed un brigadiere dei carabinieri intervenuto per scortare un carro che trasportava alcuni crumiri. Alla vista della zuffa, gli altri militari accorsi aprirono il fuoco sui contadini che risposero con una sassaiola. Al termine della sparatoria si contarono cinque morti. Il brigadiere, inseguito, mentre cercava riparo sparò ad altre quattro persone estranee ai fatti. Al termine della giornata si contarono 8 morti, numerosi feriti e oltre 180 arresti tra cui il capo lega Magaldi.

### Simboli
Lo stemma comunale è rappresentato da uno scudo sagomato d'argento, alla figura di un'aquila, con le ali semiaperte, la testa rivoltata, reggentesi sulla zampa sinistra e stringente nell'artiglio un fascio di spighe di grano; la zampa destra, sollevata di lato quasi ad angolo retto, regge nell'artiglio una fiaccola accesa, in palo; il tutto al naturale. Lo scudo è sormontato da una corona turrita di Città.
Il gonfalone è un drappo di azzurro.

## Monumenti e luoghi d'interesse
Candela è sede della chiesa di San Tommaso apostolo, databile al XII secolo. Altri due edifici di culto di pregio sono la Chiesa Purificazione della Beata Vergine Maria, chiesa madre costruita nel XVI secolo, e la Chiesa del Purgatorio, costruita nella prima metà del XVII secolo. Esse vennero edificate nell'ambito del processo di rinnovamento edilizio promosso dai feudatari di Candela, i Doria, e da importanti famiglie locali come i Basilico.
Candela ospita diversi palazzi di interesse storico e architettonico: tra questi palazzo Ripandelli (risalente alla fine del XIX secolo) e Palazzo Doria (il cui nucleo originale risale al XV, laddove la sua forma attuale si deve ai lavori compiuti all'inizio del XVII secolo). In questo palazzo morì, nel 1698, il giurista e filosofo Francesco D'Andrea, ritiratosi a Candela e ospite della famiglia Iambrenghi.

## Società

### Evoluzione demografica
Abitanti censiti

### Lingue e dialetti
Accanto alla lingua italiana, nell'ambito del territorio comunale di Candela si parla il dialetto candelese, appartenente al gruppo dauno-irpino in quanto presenta caratteri di transizione verso i dialetti irpini parlati nell'estremo entroterra della Campania.

## Cultura

### Eventi
- 16-18 agosto: festa di San Rocco, con celebrazioni religiose ed eventi musicali
- 16-17-18 maggio: 32°Rally Puglia & Lucania, gara automobilistica valida per il Campionato del Centro Europa e per i Campionati Italiani Rally Terra e Cross Country Rally.

## Economia
In località Palino, a nord del torrente Calaggio, sorgono numerosi pozzi attrezzati per l'estrazione di idrocarburi fossili.

## Infrastrutture e trasporti
Candela dispone di un casello autostradale dell'autostrada A16 Napoli-Canosa, che assicura i collegamenti tra la Puglia e la Campania, e di una stazione ferroviaria sulla linea Foggia-Potenza; è inoltre attraversato dalla SS 655 Bradanica.

## Amministrazione
Di seguito è presentata una tabella relativa alle amministrazioni che si sono succedute in questo comune.
| Periodo        | Periodo        | Primo cittadino           | Partito                                                       | Carica  | Note   |
| -------------- | -------------- | ------------------------- | ------------------------------------------------------------- | ------- | ------ |
| 16 giugno 1988 | 7 giugno 1993  | Amato Giuseppe Tartaglia  | Partito Comunista Italiano Partito Democratico della Sinistra | Sindaco | [ 14 ] |
| 7 giugno 1993  | 28 aprile 1997 | Donato Sena               | Democrazia Cristiana Cristiani Democratici Uniti              | Sindaco | [ 14 ] |
| 28 aprile 1997 | 14 maggio 2001 | Donato Sena               | Cristiani Democratici Uniti                                   | Sindaco | [ 14 ] |
| 14 maggio 2001 | 30 maggio 2006 | Savino Antonio Santarella | Casa delle Libertà                                            | Sindaco | [ 14 ] |
| 30 maggio 2006 | 17 maggio 2011 | Savino Antonio Santarella | Casa delle Libertà                                            | Sindaco | [ 14 ] |
| 17 maggio 2011 | 5 giugno 2016  | Nicola Gatta              | Il Popolo della Libertà Unione di Centro                      | Sindaco | [ 14 ] |
| 5 giugno 2016  | 4 ottobre 2021 | Nicola Gatta              | lista civica Guardiamo avanti Candela                         | Sindaco | [ 14 ] |
| 4 ottobre 2021 | in carica      | Nicola Gatta              | lista civica Guardiamo avanti Candela                         | Sindaco | [ 14 ] |

## Sport
La principale squadra di calcio cittadina è l’ASD Heraclea calcio, che milita in serie D; quarta divisione del campionato nazionale. A Candela, inoltre, ha sede anche una società di tiro a segno i cui tesserati hanno ottenuto diverse vittorie ai campionati giovanili italiani.
Dal 2013 è sede dell’organizzazione del Rally Puglia & Lucania, una gara nata nel 1965, che si svolge da sempre su percorsi ricavati contemporaneamente nelle due regioni: Puglia e Basilicata. È uno degli eventi sportivi più prestigiosi, in quanto valido per due campionati italiani e per un campionato europeo.